# Félix Araújo Filho
Félix Araújo Filho (Campina Grande, 24 de outubro de 1951) é um advogado criminalista, orador, poeta, intelectual, conferencista, professor de Direito Penal e político brasileiro. Foi prefeito da cidade de Campina Grande de 1º de janeiro de 1993 até 1º de janeiro de 1997. Também foi vereador deste município, por duas legislaturas, durante os anos de 1983 a 1992, tendo sido presidente da Câmara por duas vezes. Tem se notabilizado por sua oratória, capacidade de convencimento e pelas relevantes defesas efetivadas no Tribunal do Júri.
É filho de Félix de Souza Araújo e Maria do Socorro Douettes Araújo. Casou-se com Ângela Cristine Albuquerque Araújo. Tem quatro filhos: Felix Araújo Neto, Ludmila Albuquerque Douettes Araújo, Fernando Albuquerque Douettes Araújo e Laíse Dulcielle Albuquerque Douettes Araújo.

## Formação acadêmica
- Fez o curso de Engenharia Civil na UFPB (Universidade Federal da Paraíba), hoje Universidade Federal de Campina Grande.
- Bacharelou-se em Direito pela URNe (Universidade Regional do Nordeste), hoje Universidade Estadual da Paraíba.
- Especialista em Direito Civil e Criminal.
- Doutorando em Direito Penal e Política Criminal pela Universidade de Granada (UGR) - Espanha.

## Legislaturas 1983–1988 e 1989–1992
Felix Araújo Filho iniciou sua vida pública no ano de 1982, quando se apresentou, pela primeira vez, ao cargo de vereador da cidade de Campina Grande, pelo PMDB. Foi eleito o mais votado da cidade, recebendo 2.378 votos, correspondendo a 3,39% dos sufrágios válidos. Foi o Relator da Lei Orgânica do Município e Presidente da Câmara (1987/1988).
| Colocação | Número | Vereador           | Partido / coligação | Votação | % Válidos | Situação |
| --------- | ------ | ------------------ | ------------------- | ------- | --------- | -------- |
| 1º        | 5666   | Felix Araújo Filho | PMDB - CDC          | 2.378   | 3,39%     | Eleito   |

Foi reeleito vereador no ano de 1988 e reeleito presidente da Câmara Municipal entre 1991 e 1992. Foi vereador de grande destaque e de relevante produção legislativa.
| Colocação | Número | Vereador           | Partido / coligação | Votação | % Válidos | Situação |
| --------- | ------ | ------------------ | ------------------- | ------- | --------- | -------- |
| 13º       | 15666  | Felix Araújo Filho | PMDB - CDC          | 1.318   | 1,34%     | Eleito   |

## Atuação no Legislativo

### Legislatura 1983–1988
- - Presidente da Comissão de Justiça (1983–1985);
  - Secretário da Comissão de Finanças (1983–1985);
  - Primeiro Secretário da Casa (1985–1987);
  - Relator da Lei Orgânica do Município;
  - Presidente da Câmara (1987–1988)

### Legislatura 1989–1992
- - Presidente da Comissão de Justiça (1989–1990);
  - Membro da Comissão de Redação (1989–1990);
  - Presidente da Câmara (1991–1992);
  - Escolhido, por jornalistas da cidade, o Vereador do ano de 1989.[2]
  - Eleito, varias vezes, pela imprensa o vereador com melhor atuação parlamentar;

## Prefeito eleito de Campina Grande no ano de 1992 (Resultado das Eleições)
Félix Araújo Filho foi eleito prefeito de Campina Grande, com 55.493 votos, pela Coligação Democrática Campinense (PMDB, PSDB, PV, PCdoB, PRP, PDC, PSD e PL), tendo como candidato a vice o médico Evandro Sabino de Farias (PL).
| Nº | Candidato          | Partido / coligação                     | Votação | % Válidos | Situação   |
| -- | ------------------ | --------------------------------------- | ------- | --------- | ---------- |
| 15 | Felix Araújo Filho | PMDB - Coligação Democrática Campinense | 55.493  | 46,03%    | Eleito     |
| 12 | Enivaldo Ribeiro   | PDT -                                   | 45.397  | 37,65%    | Não Eleito |
| 25 | Álvaro Neto        | PFL -                                   | 9.692   | 8,04%     | Não Eleito |
| 13 | Antônio Pereira    | PT -                                    | 5.468   | 4,54%     | Não Eleito |
| 14 | Damião Feliciano   | PTB -                                   | 3.932   | 3,26%     | Não Eleito |
| 84 | David Lobão        | PFS -                                   | 583     | 0,48%     | Não Eleito |

Votos nulos: 10.174. Votos brancos: 15.170. Total apurado: 145.909. Eleitorado: 169.168. Abstenção: 23.259 (13,75%).

## Atuação no Executivo
- Prefeito de Campina Grande (1º de janeiro de 1993 até 1º de janeiro de 1997):
  - Entre outras realizações administrativas, destacam-se as seguintes[4]:
    - Elaboração do Plano Diretor de Águas e Solos da Borborema;
    - Elaboração do zoneamento agroecológico do município;Implantação pioneira, no Nordeste, do Programa "Saúde da Família", "Agente Comunitário de Saúde" e do programa "Médico em Família".
    - Criação do serviço de transporte de emergência, junto à Superintendência de Trânsito e Transportes Públicos - STTP, com a finalidade de prestar socorro a pessoas doentes em situações de urgência (antecipando-se ao que hoje se denomina de Serviço de Atendimento Móvel de Urgência - SAMU).
    - Recuperação e reforma do Museu Histórico e Geográfico de Campina Grande;
    - Criação da Guarda Municipal;
    - Construção do Canal do Prado;
    - Urbanização do Açude Velho;
    - Reabertura das ruas Maciel Pinheiro, Venâncio Neiva e Cardoso Vieira, retirando pacificamente os ambulantes dos calçadões, fixando-os em pontos centrais da cidade;
    - Criação do Programa "Multilagos", projeto estruturante voltado ao fortalecimento e sustentabilidade econômica e social do município, mediante a construção de um cinturão hídrico em volta da malha urbana de Campina Grande;
    - Urbanização do Bairro das Cidades;
    - Urbanização da favela da Estação Velha;
    - Conclusão da construção da sede da FACMA;
    - Urbanização de bairros carentes, como a Favela da Lama[5];
    - Implantação do programa "Prefeitura na Comunidade", democratizando o orçamento da cidade com a população, e também dos programas "Mãos à Obra" e "Cidadão";
    - Efetivação do IPSEM (Instituto de Previdência dos Servidores Municipais);
    - Restauração da Biblioteca Municipal Félix Araújo;
    - Remoção do Lixão da Área Industrial da Cidade;
    - Execução do Programa PROSEGE, ampliando a rede de esgoto sanitário da cidade, desenvolvendo programa de urbanização de bairros humildes;
    - Execução do Programa de despoluição das águas do Açude Velho;
    - Construção e inauguração do Parque da Criança (hoje, cartão postal da cidade);
    - Implantação do Zona Azul, reservando as vagas para pessoas exclusivamente portadoras de necessidades especiais;
    - Modernização do Maior São João do Mundo, padronizando a festa, empreendendo nova roupagem e midiatização, o que levou o evento para o calendário da EMBRATUR;
    - Modernização da MICARANDE (Carnaval Fora de Época), inserindo-o no calendário da EMBRATUR;
    - Criação do "Bloco da Solidariedade", coordenado por sua esposa, com a finalidade de receber as "mortalhas" dos turistas, ao final da Micarande, para transforma-las em roupas para população carente.Inauguração de obras em Campina Grande, 24/10/1993

Inauguração de obras em Campina Grande, 24/10/1993

    - Implantação do fiscal comunitário de transportes coletivos nas ruas dos bairros de Campina.
    - Inauguração a Praça Hilton Mota, no bairro da Conceição, em 1993.
    - Reforma do Calçadão.
    - Ampliação do controle acionário da Prefeitura  na Companhia de Eletricidade da Borborema – CELB, elevando para mais de 90% o seu capital social.
    - Desenvolvimento de sistemática política de eletrificação da zona rural. Implantação de projeto piloto de energia solar, em residências da zona rural[6].
    - Reforma do Mercado Público de São José da Mata e criou o gabinete administrativo deste Distrito;
    - Perfuração de poços e eletrificação da zona rural de Campina Grande, destacando expressivas ações voltadas aos Distritos de São José da Mata, Distrito de Galante e Catolé de Boa Vista;
    - Construção do Mercado da Malvinas;
    - Projeto de revitalização do Açude Novo;
    - Construção da Estação de Piscicultura para peixamento de açudes na zona rural do município e região;
    - Programa de arborização;
    - Programas de formação profissional de crianças e adolescentes e programas de geração de emprego e renda[7];
    - Programa de distribuição de leite;
    - Construído o "Centro Educacional de Atividades Integradas";
    - Reforma de diversas creches e postos de saúde;
    - Inauguração do gabinete odontológico do IPSEM e em postos de saúde;
    - Implantação do projeto "Campina Grande Decó" (art decó), realizado através da Secretaria de Planejamento, contribuindo para retirada de placas, faixas e anúncios, despoluindo visualmente vias centrais da cidade[8];
    - Construção da obra de saneamento, referente ao Canal do bairro do Araxá.
    - Drenagem no bairro do José Pinheiro (Raimundo Nonato);
    - Efetivação serviços de drenagem, meio fio, rede de esgoto e arborização no bairro do Jeremias;
    - Realização de serviços de asfaltamento, arborização e canteiro da Elpídio de Almeida;
    - Rede de esgoto e calçamento no Conjunto dos Jornalistas no bairro do Catolé;
    - Rede de esgoto do bairro Rosa Cruz;
    - Implantação do programa "Reforço Alimentar", para combater a desnutrição infantil.
    - Asfaltamento, drenagem e serviço de iluminação da rua juscelino kubitschek[9];
    - Asfaltamento da rua João Quirino, Antônio José Rodrigues;
    - Desenvolvimento de ações que concorreram para a implantação de indústrias, contribuindo diretamente para a instalação da EMBRATEX.
    - Instalação do Centro Nacional de Testes de Dessalinização e formalização de intercâmbio tecnológico, entre Campina Grande e o Estado de Israel, através do Embaixador Shlomo Bino, para utilização de instrumentos de recursos hídricos do município, voltados para produção da agricultura, com a finalidade de utilizar o mínimo de água para obtenção do máximo em agricultura na zona rural da cidade[10];
    - Reconhecimento do Ministério da Saúde e recebimento de título da UNICEF, considerando o ISEA (Maternidade Elpídio de Almeida) como hospital amigo da criança.
    - Reconhecimento do Ministério da Saúde, ao final de sua gestão, de Campina Grande como cidade que reduziu índice de mortalidade infantil.

Encerrou sua carreira política no ano de 1997, após o término de seu mandato. Porém, em 2022, filiou-se à Rede Sustentabilidade para a disputa das eleições estaduais, sendo candidato a deputado estadual. Recebeu 4 mil votos, ficando como segundo suplente da Federação PSOL/REDE.

## Construção e Inauguração do Parque da Criança

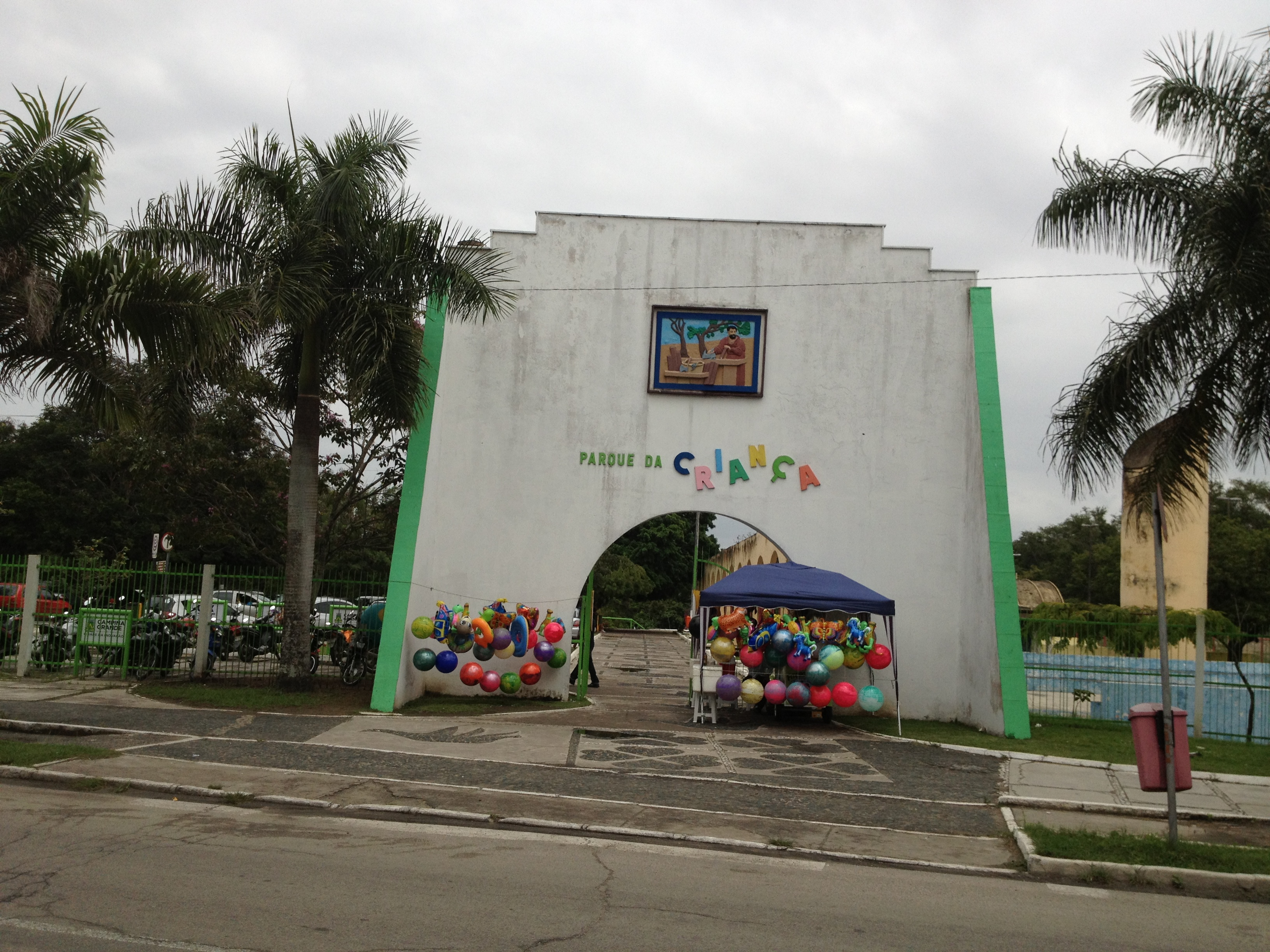
Portal de entrada do Parque da Criança, construído na administração do ex-prefeito Félix Araújo Filho, no ano de 1993.

O Parque da Criança é um importante equipamento urbano, destinado à prática esportiva e ao lazer em geral. Esta obra foi construída, em sua totalidade, no ano de 1993, na gestão do ex-prefeito Félix Araújo Filho. Este parque foi inaugurado e entregue à comunidade, na presença de mais de 30 mil pessoas, no dia 12 de outubro (Dia das Crianças) do referido ano.

A obra consiste em um complexo esportivo, localizado ao lado do Açude Velho, onde antigamente funcionava o “Curtume Santa Margarida” (ou “Curtume dos Mota”, como é mais conhecido).

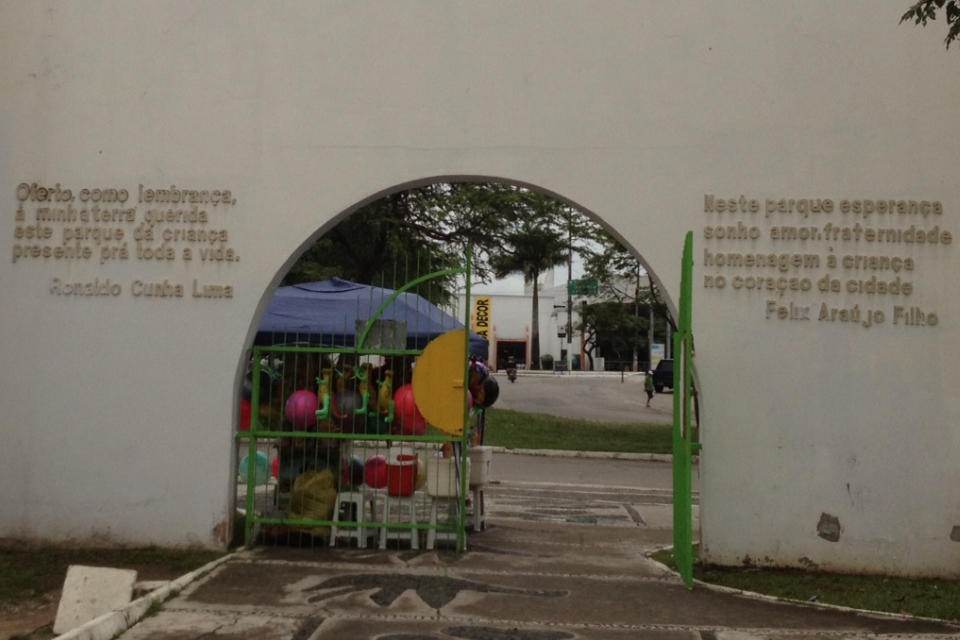
Versos do governador Ronaldo Cunha Lima e do prefeito Félix Araújo Filho no portal de entrada do Parque da Criança.

O Parque da Criança é uma das maiores áreas de lazer da cidade e possui pista de caminhada, quadras poliesportivas, pista de skate e bicicross, campo de futebol de areia, vôlei e quiosques. Inúmeras apresentações, programas esportivos e sociais são realizados no local. O Parque tem atraído milhares de pessoas, por dia, para fazer caminhada e outras atividades físicas. Trata-se hoje de um dos principais pontos turísticos de Campina Grande e um de seus mais belos cartões postais.
No portal principal do Parque, há versos poéticos do então governador Ronaldo Cunha Lima e do prefeito Félix Araújo Filho que dedicaram a obra às crianças da cidade.Versos de Ronaldo Cunha Lima: "Oferto, como lembrança/À minha terra querida/Este Parque da Criança/Presente prá toda a vida". Versos de Félix Araújo Filho: "Neste Parque, esperança,/ Sonho, amor, fraternidade/Homenagem à Criança/ No coração da cidade".

## Saneamento e urbanização
A Prefeitura de Campina Grande, nos anos 1993 a 1997, investiu densamente em serviços sanitários e de urbanização, tanto com recursos próprios, quanto mediante convênios com o governo estadual e governo federal. Entre as destacadas ações, têm-se a urbanização e saneamento básico de bairros periféricos da cidades, como, por exemplo, no Bairro das Cidades, Araxá, Rosa Cruz, Estação Velha, Favela da Lama, no bairro do Monte Santo, e em outras comunidades carentes da cidade. Ao inaugurar a obra, Felix Araújo Filho definiu a obra como: "Saneamento não é obra que se enterra. É saúde que se planta. É dignidade que se colhe".

## Programa Prefeitura na Comunidade
Em 07 de agosto de 1993, Félix Araújo Filho realizou a primeira reunião do programa Prefeitura na Comunidade, no auditório do Colégio Estadual da Palmeira, com a finalidade de ouvir e atender as solicitações da comunidade. O programa foi estruturado em etapas, com o objetivo de definir, mediante a participação popular, as prioridades do bairro, planejando, de acordo com o orçamento do município, a ações da Prefeitura na comunidade.

Lançamento do Prefeitura na Comunidade em 07/08/1993.

Esse programa antecede a ideia do orçamento participativo. Apresentou como fundamento a participação direta dos munícipes na definição das prioridades para o investimento dos recursos públicos municipais. O Programa Prefeitura na Comunidade representou compromisso com a promoção da cidadania e desenvolvimento, constituindo-se em sólido instrumento de diálogo com a comunidade, de percepção das necessidades locais e de definição de diretrizes para planejamento e realização de ações.  
No dizer do professor Fábio Machado, "vislumbrava-se uma mudança de mentalidade e de conduta na gestão da prefeitura, em função da extrema valorização dos movimentos comunitários e sociais organizados, indicando que, no esteio da promoção à cidadania, o governo implantaria o instituto da participação semidireta dos cidadãos no processo decisório".  
O programa consistia na identificação do perfil socioeconômico local, diagnosticando as necessidade de cada bairro, envio as informações para as secretarias responsáveis. Levantamento minucioso dos problemas da comunidade era feito pelas pessoas interessadas, pelas lideranças da área e pelos técnicos da prefeitura. Após cumprir estas etapas, ocorria a instalação da reunião entre Prefeitura e a comunidade, com a presença do prefeito e de seus secretários. Eram definidos grupos de trabalho em várias frentes tais como: infraestrutura, ação social, educação, meio ambiente e saúde. As obras e ações eram realizadas conforme planejamento a curto, médio e longo prazo.  

## Projeto Multilagos
O Projeto Multilagos foi oficialmente lançado como projeto estruturante de gestão, no ano de 1993, na administração do então prefeito Felix Araújo. A ideia era construir um cinturão hídrico em volta da malha urbana de Campina Grande, com 16 reservatórios de pequeno e médio portes, como reserva estratégica no entorno da cidade, aproveitando a sua geografia, relevos, rios, riachos e chuvas. O projeto prevê alcançar, caso concluído, reserva hídrica superior à capacidade de armazenamento do Açude Epitácio Pessoa (que ainda abastece a cidade), possibilitando enfrentar períodos de estiagem e garantir sustentabilidade econômica e social do município.Na ocasião do lançamento do projeto, Felix Araújo Filho fez questão de ressaltar que o "Multilagos" foi idealizado, ainda na década de 50, pelo engenheiro e arquiteto Geraldino Pereira Duda, contudo, em que pese a importância superlativa do projeto, somente naquele ano, em 1993, foi assumido efetivamente como projeto estratégico de gestão, comprometida com o bem-estar da coletividade e com a finalidade de garantir saúde pública e de promover o desenvolvimento social e econômico. Ao engenheiro Alberto Catão, então secretário de agricultura do município, coube coordenar, junto à ATECEL, o conjunto de projetos que compõem o "Multilagos".  
Na época, o prefeito Félix Araújo Filho já alertava para os sérios riscos de colapso no abastecimento de água da cidade e advertia da necessidade de cumprir o planejamento estratégico do Multilagos para assim evitar medidas restritivas de racionamentos futuros ou, até mesmo, interrupção completa do fornecimento de água. A proposta da Prefeitura não contou com o apoio das esferas estadual e federal, mas o projeto permaneceu desenhado para as gerações futuras. Do projeto, apenas um manancial, ao longo do tempo, foi construído, no caso, o Açude “José Rodrigues”, no Distrito de Galante, anos após o término de sua administração.
Em 2015, durante longo período de racionamento de água em Campina Grande, em entrevista concedida à TV Borborema, o ex-prefeito Felix frisou que “se as autoridades tivessem, à época, ouvido o clamor de Campina Grande, ouvido o prefeito da cidade, que já advertia do perigo de colapso de água em Boqueirão, não estaríamos passando por essa necessidade”.

## Atividade profissional posterior ao exercício do cargo de prefeito
- Reabriu Escritório de Advocacia Felix Araújo (Link)- (1997);
- É advogado criminalista militante, com destacada atuação no Tribunal do Júri;
- Conselheiro Estadual da Associação Brasileira de Advogados Criminalistas – ABRACRIM
- Membro do Instituto Histórico de Campina Grande, Casa Elpídio de Almeida.
- Professor da Pós Graduação da UNIFACISA;
- Professor da Pós Graduação da UNIPÊ;
- Foi Professor de Direito Penal, Direito Constitucional e Teoria Geral do Estado da Universidade Estadual da Paraíba (UEPB) - (1993-2002);
- Foi Professor de Direito Penal da União de Ensino Superior de Campina Grande (UNESC)- (2005/2009);
- Professor de Direito Penal da CESREI (Centro de Educação Superior Reinaldo Ramos); (2009);
- Ministra, atualmente, em parceria com seu filho Felix Araújo Neto, Curso de Direito processual Penal, em Campina Grande.
- Ex-Conselheiro da Companhia de Desenvolvimento da Paraíba - (CINEP);
- Ex-Conselheiro Estadual da Ordem dos Advogados do Brasil - Paraíba (OAB/PB) - (2004-2006);
- Ex-Conselheiro da Companhia Energética da Borborema (CELB);
- Ex-Secretário Nacional da Associação Brasileira de Cidades Mineradoras;

## Produção Científica
- Miedo Insuperable. Breves Reflexiones sobre la Eximente del art. 20.6° del Código Penal Español. Defendido durante a sessão de doutorado promovida pelo Departamento de Direito Penal da Faculdade de Direito da Universidade de Granada – Espanha.
- Opinión personal sobre la elevación a los cinco años del límite de la pena privativa de libertad posible de ser suspendida en materia de drogadicción.
- Trastorno Mental y Responsabilidad Penal. Estudio Comparado entre Brasil Y España.
- Delimitación entre el dolo y la imprudencia. Observaciones sobre caso práctico.
- Tráfico de Drogas: La Actuación Antijurídica bajo el Miedo Insuperable. Breves Reflexiones sobre la Eximente del ART. 20.6° del Código Penal Español y su Aplicación en la STS 340/200, de 8 DE MARZO.

## Produção Literária (Livros)
- Entre Lugares e Poentes;
- Nave Noturna;
- Poemas improváveis;
- Estações do Instante (Hai kai).

## Oratória
A eloquente oratória é característica marcante do advogado Felix Araújo Filho. A arte de argumentar, em especial, durantes defesas orais e em atuações no Tribunal do Júri, tem sido destacada no meio jurídico. Nas palavras de Sobral Pinto: a "Advocacia não é profissão para covardes". E assim, publicam sobre Félix que se destacam as seguintes características: coragem no exercício da advocacia; raciocínio rápido; cultura densa; cumprimento de preceitos éticos da profissão; elegância no uso da palavra; encantamento na tribuna; e urbanidade no trato com os magistrados, membros do Ministério Público e com os colegas advogados, inclusive os adversos.

## Principais Discursos Proferidos
- Saudação ao Acadêmico Josué Silvestre em sua posse como membro da academia de Letras Evangélicas do Brasil.
- Saudação ao Conselheiro Fábio Nogueira, por ocasião de sua posse como Presidente do Tribunal de Contas do Estado da Paraíba.
- Saudação ao Procurador Antônio de Pádua Torres, por ocasião de sua posse como Procurador do Ministério Púbico do Estado da Paraíba.
- Pronunciamento em reverência à memória do ex-Governador e ex-Senador Ronaldo Cunha Lima, na Tribuna do Senado Federal, em sessão especial alusiva o aniversário de sua morte. Homenagem prestada, em sessão especial, promovida pelo Senado Federal.
- Saudação ao Catedrático da Universidade de Granada-Espanha, prof. Dr. Lorenzo Morillas Cueva, por ocasião da outorga do titulo de cidadania campinense pela Câmara Municipal de Campina Grande, Casa Felix Araújo.

## Quinto Constitucional da Advocacia
Candidatou-se, no ano de 2007, à vaga de Desembargador do Tribunal de Justiça do Estado da Paraíba, pelo Quinto Constitucional da Advocacia Paraibana (Número do candidato: 77). Obteve expressiva votação (623 votos) no Estado. Só em Campina Grande recebeu 359 votos, que corresponde a 77% dos votos dos advogados da cidade, tendo sido o mais votado neste município. Porém, não foi suficiente para alcançar o patamar de votos necessários para compor a lista sêxtupla. A eleição ocorreu em 10 de outubro de 2007.
Resultado da votação em Campina Grande: 1º - Félix Araújo – 359 votos; 2º - Celeide Farias – 208 votos; 3º - Carlos Aquino – 194 votos; 4º - Johnson Abrantes – 169 votos; 5º - Joás de Brito – 142 votos; 6º - Marcelo Figueiredo – 137 votos.

## Genealogia

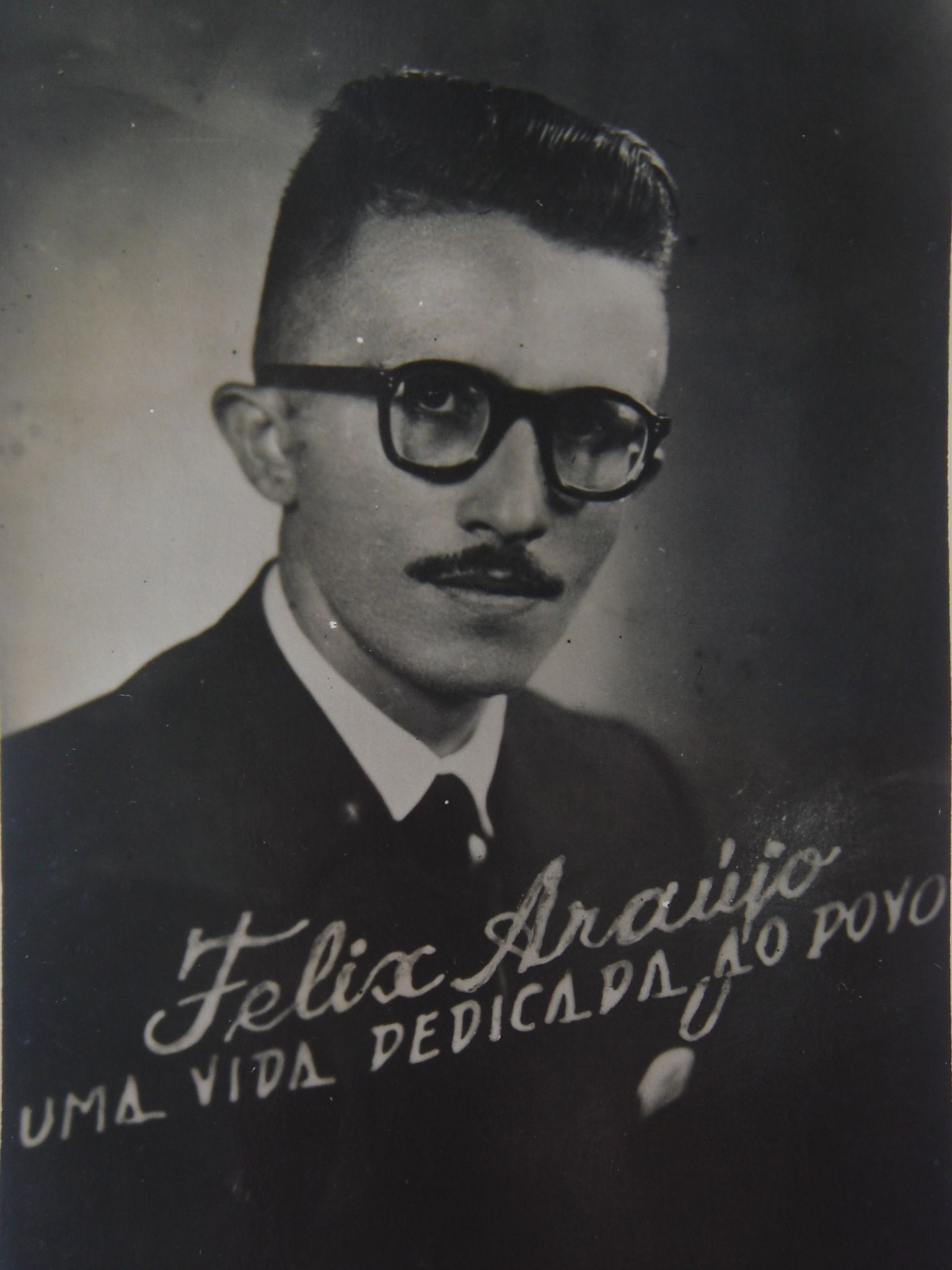
Félix de Souza Araújo, pai de Félix Filho, foi tribuno, jornalista, poeta e importante líder político de Campina Grande. Foi tragicamente assassinado em julho de 1953.

- Avós paternos: Francisco Virgolino de Sousa e Nautília Pereira de Araújo
  - Pais: Félix Araújo e Maria do Socorro Douettes Araújo (conhecida como Maria de Félix)
  - Filhos de Félix de Souza Araújo e Maria de Félix: Maria do Socorro Tamar Araújo Celino (casou-se com José Celino Filho) e Félix Araújo Filho (casou-se com Ângela Cristine Albuquerque Araújo);
    - Filhos de Félix Araújo Filho: Felix Araújo Neto (Casou-se com Juliana Braz Bezerra Araújo); Ludmila Albuquerque Douettes Araújo; Fernando Albuquerque Douettes Araújo (Casou-se com Edivanete da Silva Araujo Douettes Araújo); Laíse Dulciele Albuquerque Douettes Araújo.